# Tip Top Mountain
Tip Top Mountain är ett berg i Kanada.   Det ligger i provinsen Ontario, i den sydöstra delen av landet, 800 km väster om huvudstaden Ottawa. Toppen på Tip Top Mountain är 641 meter över havet.
Terrängen runt Tip Top Mountain är kuperad åt nordväst, men åt sydost är den platt. Tip Top Mountain är den högsta punkten i trakten. Trakten runt Tip Top Mountain är nära nog obefolkad, med mindre än två invånare per kvadratkilometer.. Det finns inga samhällen i närheten. 
I omgivningarna runt Tip Top Mountain växer i huvudsak blandskog.